# Praying Mantis
A Praying Mantis angol heavy metal/hard rock együttes, melyet 1974-ben Londonban alapított Chris és Tino Troy. A zenekar a brit heavy metal új hulláma (NWOBHM) zenei mozgalom korai képviselői közé tartozik, és jelentősen segítette annak kialakulását. Későbbi lemezeiken áttértek a hard rock műfajára. Lemezeiket a BMG/Arista, a Pony Canyon és a Frontiers kiadók jelentették meg.

## Tagok
Jelenlegi felállás
- John Cuijpers - ének (2013 óta)
- Tino Troy - gitár (1974 óta)
- Andy Burgess - gitár (2007 óta)
- Chris Troy - basszusgitár (1974 óta)
- Hans in't Zandt - dobok (2013 óta)

## Diszkográfia
Stúdióalbumok
- Time Tells No Lies (1981)
- Throwing Shapes (1984)
- Predator in Disguise (1991)
- A Cry for the New World (1993)
- To the Power of Ten (1995)
- Forever in Time (1998)
- Nowhere to Hide (2000)
- The Journey Goes On (2003)
- Sanctuary (2009)
- Legacy (2015)
- Gravity (2018)
- Katharsis (2022)

Egyéb kiadványok
- Praying Mantis / High Roller (split-lemez, 1980)
- Turn the Tables / Tell Me The Nightmare's Wrong / A Question of Time (EP, 1982)
- Only the Children Cry / Whose Life Is It Anyway? / A Moment in Life / Turn The Tables (EP, 1993)
- The Best of Praying Mantis (válogatáslemez, 2004)
- Metamorphosis (EP, 2011)